# Астыровское сельское поселение
Астыровское сельское поселение — сельское поселение в Горьковском районе Омской области.
Административный центр — село Астыровка.

## Население
| 2010  | 2011  | 2012  | 2013  | 2014  | 2015  | 2016  |
| ----- | ----- | ----- | ----- | ----- | ----- | ----- |
| 1366  | →1366 | ↘1328 | ↘1317 | ↗1329 | ↘1327 | ↘1311 |
| 2017  | 2018  | 2019  | 2020  | 2021  | 2023  |       |
| ↘1301 | ↘1272 | ↘1268 | ↘1261 | ↗1443 | ↘1370 |       |

## Состав сельского поселения
| № | Населённый пункт | Тип населённого пункта       | Население |
| - | ---------------- | ---------------------------- | --------- |
| 1 | Астыровка        | село, административный центр |           |
| 2 | Весёлый          | посёлок                      |           |
| 3 | Калачинская      | деревня                      |           |
| 4 | Чулино           | деревня                      |           |
| 5 | Яковлевка        | деревня                      |           |